# Ikkyū-san
Ikkyū-san (一休さん?) es un anime basado en el monje budista, Ikkyū y sus aventuras como un niño durante su estancia en el Templo Ankoku . En cada episodio, Ikkyū confía en su inteligencia para resolver todo tipo de problemas , desde campesinos enojados hasta mercaderes avariciosos. 
El anime fue bien recibido en todo el Japón y en toda Asia, incluso no manifiesta gran violencia. Además cuando aparece algo de violencia , es usualmente presentada de una forma suave (por ejemplo hay referencias ocasionales a la   Guerra Ōnin ).
Un comentario es que cuando Ikkyū-san está tratando de pensar en un plan , se siente en  posición loto , moja sus dedos , y los rota sobre su cabeza.